# Delta Cryogenic Second Stage
Delta Cryogenic Second Stage (DCSS) – rodzina kriogenicznych stopni rakietowych wykorzystywanych w rakietach Delta III i Delta IV oraz w Space Launch System. DCSS składa się ze zbiornika ciekłego wodoru oraz zbiornika ciekłego tlenu. Stopień napędzany jest pojedynczym silnikiem Aerojet Rocketdyne – Pratt & Whitney RL10B-2, który posiada wysuwaną dyszę stworzoną z węgla wzmocnionego włóknem węglowym, która poprawia jego impuls właściwy.

## Delta III
DCSS po raz pierwszy poleciał na rakiecie Delta III, zawodząc dwa razy w trakcie trzech startów. Podczas pierwszego lotu zawiódł jeden z dopalaczy rakiety, wobec czego cała rakieta nośna została zniszczona przez system bezpieczeństwa, co spowodowało utratę DCSS jeszcze przed jego zapłonem. Podczas drugiego lotu DCSS wpadł w niekontrolowany przechył, umieszczając ładunek na bezużytecznej orbicie. Podczas trzeciego lotu DCSS nie osiągnął docelowej orbity z powodu przedwczesnego wyczerpania paliwa. Lot został uznany za nieudany.

## Delta IV
Istnieją dwie różne wersje DCSS, w zależności od wariantu rakiety Delta IV. W przypadku rakiety Delta IV Medium DCSS ma średnicę 4 metrów, a dla rakiety Delta IV Heavy używany jest DCSS z 5-metrową średnicą.
Od momentu wycofania rakiet Delta IV Medium i Delta IV Medium+, DCSS był wykorzystywany wyłącznie w rakiecie Delta IV Heavy w swojej 5-metrowej szerokości. Od czerwca 2023 pozostała tylko jedna rakieta Delta IV Heavy do całkowitego wycofania przez United Launch Alliance systemu rakietowego Delta.

## Space Launch System

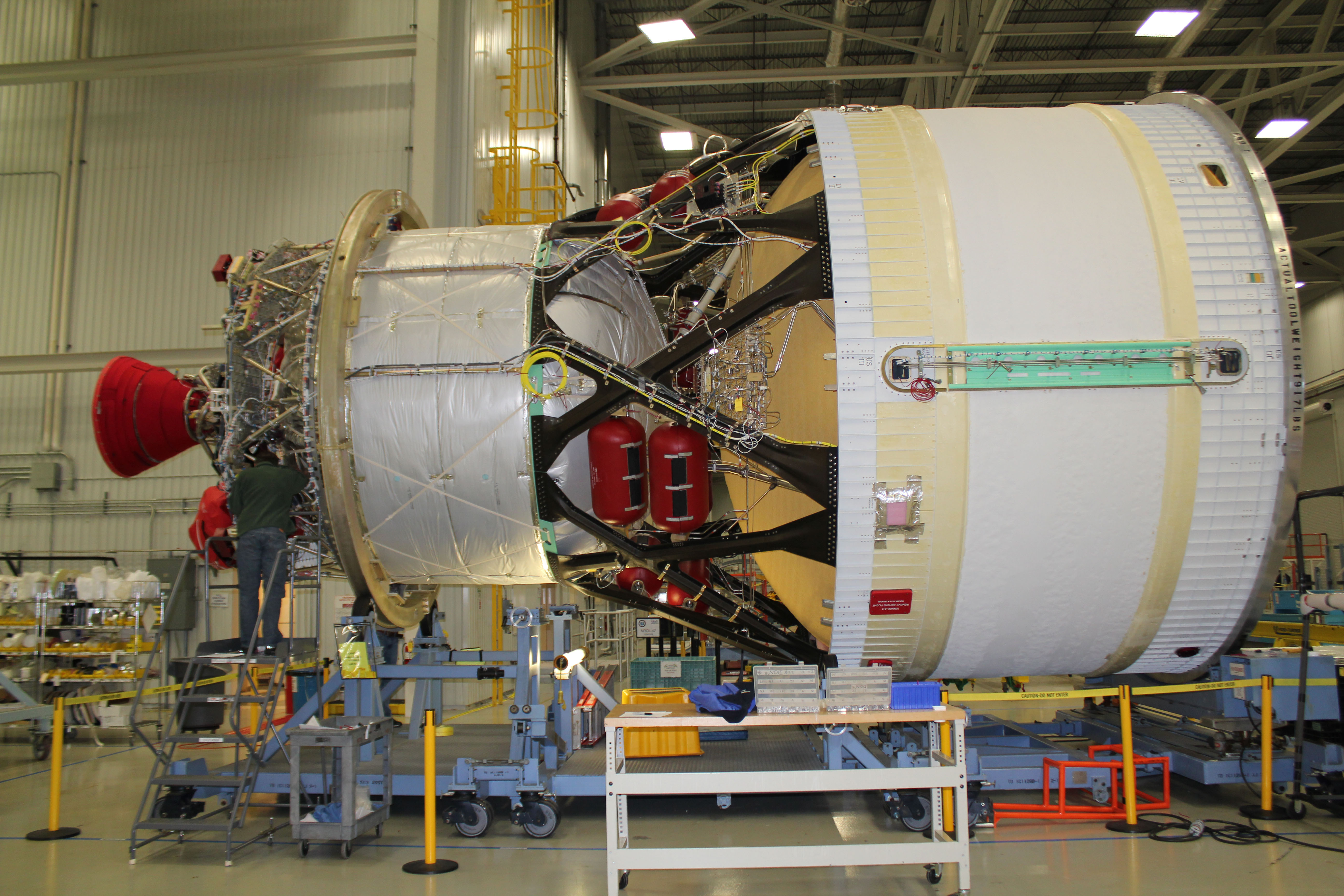
Interim Cryogenic Propulsion Stage w placówce montażowej

W rakiecie Space Launch System DCSS został nazwany Interim Cryogenic Propulsion Stage, który jest minimalnie zmodyfikowaną wersją 5-metrowego DCSS i jest on używany jako górny stopień rakiety Space Launch System. ICPS po raz pierwszy został połączony z rakietą Space Launch System w ramach bezzałogowej misji Artemis 1 w dniu 6 lipca 2021 roku. Rakieta Space Launch System wraz z misją Artemis 1 została uruchomiona 16 listopada 2022 roku o godzinie 06:47 czasu polskiego, a ICPS działał zgodnie z oczekiwaniami. ICPS będzie używany również w misjach Artemis 2 i Artemis 3, zanim zostanie wycofany na rzecz nowego górnego stopnia rakiety Space Launch System, którego pierwszy lot odbędzie się w ramach misji Artemis 4.